# Cuphea lutescens
Cuphea lutescens är en fackelblomsväxtart som beskrevs av Johann Baptist Emanuel Pohl och Emil Bernhard Koehne. Cuphea lutescens ingår i släktet blossblommor, och familjen fackelblomsväxter. Inga underarter finns listade i Catalogue of Life.